# 700 giorni
700 giorni è il nono album musicale del cantautore italiano Ivano Fossati, pubblicato nel 1986.

## Tracce

### Lato A
Testi e musiche di Ivano Fossati.
1. Buontempo – 3:45
2. Dieci soldati – 5:33
3. Gli amanti d'Irlanda – 2:52
4. Il passaggio dei partigiani – 3:16

Durata totale: 15:26

### Lato B
Testi e musiche di Ivano Fossati.
1. Una notte in Italia – 4:21
2. La casa – 5:03
3. Non è facile danzare (l'uomo da solo) – 5:06
4. Giramore – 1:57

Durata totale: 16:27

## Formazione
- Ivano Fossati: voce, tastiera,  chitarra acustica ed elettrica, flauto
- Gilberto Martellieri: tastiera
- Guido Guglielminetti: basso
- Elio Rivagli: batteria e percussioni
- Silvio Puzzolu: chitarra acustica ed elettrica
- Stefano Melone: tastiera, programmazione
- Domenico De Maria: chitarra elettrica
- Aldo Banfi: tastiera, programmazione
- Jim: tromba
- Claudio Pascoli: sax